# ۵۷۸ روز انتظار
۵۷۸ روز انتظار فیلمی به کارگردانی احمد عبداللهیان و نویسندگی فتانه توفیقی ساختهٔ سال ۱۳۹۰ است.

## بازیگران
- خاطره اسدی
- مینا نوروزی
- جلال پیشوائیان
- رحمان مقدم
- غلامرضا اصانلو
- کینا پوررحمانی
- عبدالرضا حمیدی آشتیانی
- پرناز مهدوي نادر